# Allium jaegeri
Allium jaegeri är en amaryllisväxtart som beskrevs av Reinhard M. Fritsch. Allium jaegeri ingår i släktet lökar, och familjen amaryllisväxter. Inga underarter finns listade i Catalogue of Life.